# 伊斯特拉纳
伊斯特拉纳（義大利語：Istrana），是意大利威尼托大区特雷维索省的一个市镇。总面积26平方公里，人口9182人，人口密度353.2人/平方公里（2009年）。国家统计（ISTAT）代码为026035。

## 友好城市
- 法國格勒纳德 1989年
- 巴西拉帕 2002年